# Principi Apostolorum Petro
Principi Apostolorum Petro est la huitième encyclique du pape Benoît XV, publiée le 5 octobre 1920 et consacrée au souvenir d'Éphrem le Syrien. Le pape lui décerne à cette occasion le titre de Docteur de l'Église.
Cette encyclique fait partie d'un groupe de cinq encycliques qui constituent des sortes de monographies sur des personnages importants de l'histoire de l'Église : Spiritus Paraclitus en 1920 dédiée à saint Jérôme, Sacra Propediem en 1921 dédiée à  saint François d'Assise, In Praeclara Summorum en 1921 dédiée à Dante, Fausto Appetente Die en 1921 dédiée à Dominique de Guzmán.

## Source
- (it) Cet article est partiellement ou en totalité issu de l’article de Wikipédia en italien intitulé « Principi Apostolorum Petro » (voir la liste des auteurs).